# Beder Caicedo
Beder Julio Caicedo Lastra (San Lorenzo, Ecuador; 13 de mayo de 1992) es un futbolista ecuatoriano. Juega de lateral izquierdo en el Orense Sporting Club de la Serie A de Ecuador.

## Trayectoria
Caicedo inició en el fútbol profesional en la Segunda Categoría de Orellana, jugando en Abuelos Fútbol Club y posteriormente en Deportivo Coca. En 2012 pasó al Espoli para disputar la Serie B de Ecuador, en su estancia en el equipo policial fue cedido al América de Quito para disputar la Segunda Categoría de Pichincha.
En 2015 firmó con Técnico Universitario y en 2016 debutó en la Serie A de Ecuador con la camiseta del Delfín Sporting Club. Su destacadas actuaciones le valieron para ser fichado por Barcelona Sporting Club en 2017. En 2019 llegó a Independiente del Valle, equipo con el que ganó la LigaPro 2021, Copa Ecuador 2022, Copa Sudamericana 2022, Supercopa de Ecuador 2023 y Recopa Sudamericana 2023.

## Selección nacional
Su buen rendimiento en el campeonato nacional le permitió ser parte de la nómina para la Copa América 2019.

### Participaciones en Copas América
| Copa              | Sede   | Resultado    | Partidos | Goles |
| ----------------- | ------ | ------------ | -------- | ----- |
| Copa América 2019 | Brasil | Primera fase | 1        | 0     |

### Participaciones en eliminatorias
| Eliminatorias      | Sede            | Resultado   | Partidos | Goles |
| ------------------ | --------------- | ----------- | -------- | ----- |
| Eliminatorias 2022 | América del Sur | Clasificado | 2        | 1     |
| Eliminatorias 2026 | América del Sur | Clasificado | 1        | 0     |

### Partidos internacionales
Actualizado al último partido disputado el 12 de octubre de 2023.
| Partidos internacionales con la selección | Partidos internacionales con la selección | Partidos internacionales con la selección | Partidos internacionales con la selección | Partidos internacionales con la selección | Partidos internacionales con la selección | Partidos internacionales con la selección |
| --- | ----------------------------------------- | ----------------------------------------- | ----------------------------------------- | ----------------------------------------- | ----------------------------------------- | ----------------------------------------- |
| \| N.° \| Fecha \| Ciudad \| Rival \| Resultado \| Resultado \| Competencia \| \| --- \| ----------------------- \| ---------------- \| -------------- \| --------- \| --------- \| ----------------------------------- \| \| 1. \| 15 de noviembre de 2018 \| Lima \| Perú \| 2-0 \| Victoria \| Amistoso \| \| 2. \| 20 de noviembre de 2018 \| Ciudad de Panamá \| Panamá \| 2-1 \| Victoria \| Amistoso \| \| 3. \| 21 de marzo de 2019 \| Orlando \| Estados Unidos \| 0-1 \| Derrota \| Amistoso \| \| 4. \| 26 de marzo de 2019 \| Harrison \| Honduras \| 0-0 \| Empate \| Amistoso \| \| 5. \| 1 de junio de 2019 \| Miami \| Venezuela \| 1-1 \| Empate \| Amistoso \| \| 6. \| 9 de junio de 2019 \| Arlington \| México \| 2-3 \| Derrota \| Amistoso \| \| 7. \| 16 de junio de 2019 \| Belo Horizonte \| Uruguay \| 0-4 \| Derrota \| Copa América 2019 \| \| 8. \| 12 de noviembre de 2020 \| La Paz \| Bolivia \| 3-2 \| Victoria \| Eliminatorias al Mundial Catar 2022 \| \| 9. \| 17 de noviembre de 2020 \| Quito \| Colombia \| 6-1 \| Victoria \| Eliminatorias al Mundial Catar 2022 \| \| 10. \| 12 de octubre de 2023 \| La Paz \| Bolivia \| 2-1 \| Victoria \| Eliminatorias al Mundial 2026 \| |                                           |                                           |                                           |                                           |                                           |                                           |
| N.° | Fecha                                     | Ciudad                                    | Rival                                     | Resultado                                 | Resultado                                 | Competencia                               |
| 1. | 15 de noviembre de 2018                   | Lima                                      | Perú                                      | 2-0                                       | Victoria                                  | Amistoso                                  |
| 2. | 20 de noviembre de 2018                   | Ciudad de Panamá                          | Panamá                                    | 2-1                                       | Victoria                                  | Amistoso                                  |
| 3. | 21 de marzo de 2019                       | Orlando                                   | Estados Unidos                            | 0-1                                       | Derrota                                   | Amistoso                                  |
| 4. | 26 de marzo de 2019                       | Harrison                                  | Honduras                                  | 0-0                                       | Empate                                    | Amistoso                                  |
| 5. | 1 de junio de 2019                        | Miami                                     | Venezuela                                 | 1-1                                       | Empate                                    | Amistoso                                  |
| 6. | 9 de junio de 2019                        | Arlington                                 | México                                    | 2-3                                       | Derrota                                   | Amistoso                                  |
| 7. | 16 de junio de 2019                       | Belo Horizonte                            | Uruguay                                   | 0-4                                       | Derrota                                   | Copa América 2019                         |
| 8. | 12 de noviembre de 2020                   | La Paz                                    | Bolivia                                   | 3-2                                       | Victoria                                  | Eliminatorias al Mundial Catar 2022       |
| 9. | 17 de noviembre de 2020                   | Quito                                     | Colombia                                  | 6-1                                       | Victoria                                  | Eliminatorias al Mundial Catar 2022       |
| 10. | 12 de octubre de 2023                     | La Paz                                    | Bolivia                                   | 2-1                                       | Victoria                                  | Eliminatorias al Mundial 2026             |

### Goles internacionales
| \| N.° \| Fecha \| Lugar \| Oponente \| Gol \| Resultado \| Resultado \| Competencia \| \| --- \| ----------------------- \| --------------------------------------- \| -------- \| --- \| --------- \| --------- \| -------------------------- \| \| 1. \| 12 de noviembre de 2020 \| Estadio Hernando Siles, La Paz, Bolivia \| Bolivia \| 1–1 \| 3–2 \| Victoria \| Eliminatorias Mundial 2022 \| |                         |                                         |          |     |           |           |                            |
| N.° | Fecha                   | Lugar                                   | Oponente | Gol | Resultado | Resultado | Competencia                |
| 1. | 12 de noviembre de 2020 | Estadio Hernando Siles, La Paz, Bolivia | Bolivia  | 1–1 | 3–2       | Victoria  | Eliminatorias Mundial 2022 |

## Estadísticas

### Clubes
Actualizado al último partido disputado el 16 de agosto de 2025.
| Club                              | Div.          | Temporada     | Liga  | Liga  | Copas nacionales | Copas nacionales | Copas internacionales | Copas internacionales | Total | Total |
| Club                              | Div.          | Temporada     | Part. | Goles | Part.            | Goles            | Part.                 | Goles                 | Part. | Goles |
| --------------------------------- | ------------- | ------------- | ----- | ----- | ---------------- | ---------------- | --------------------- | --------------------- | ----- | ----- |
| Abuelos F. C. · Ecuador           | 3.ª           | 2010          | 14    | 5     | —                | —                | —                     | —                     | 14    | 5     |
| Abuelos F. C. · Ecuador           | Total club    | Total club    | 14    | 5     | 0                | 0                | 0                     | 0                     | 14    | 5     |
| Deportivo Coca · Ecuador          | 3.ª           | 2011          | 15    | 6     | —                | —                | —                     | —                     | 15    | 6     |
| Deportivo Coca · Ecuador          | Total club    | Total club    | 15    | 6     | 0                | 0                | 0                     | 0                     | 15    | 6     |
| Espoli · Ecuador                  | 2.ª           | 2012          | 31    | 2     | —                | —                | —                     | —                     | 31    | 2     |
| América de Quito · Ecuador        | 3.ª           | 2013          | 14    | 0     | —                | —                | —                     | —                     | 14    | 0     |
| América de Quito · Ecuador        | Total club    | Total club    | 14    | 0     | 0                | 0                | 0                     | 0                     | 14    | 0     |
| Espoli · Ecuador                  | 2.ª           | 2014          | 34    | 4     | —                | —                | —                     | —                     | 34    | 4     |
| Espoli · Ecuador                  | Total club    | Total club    | 65    | 6     | 0                | 0                | 0                     | 0                     | 65    | 6     |
| Técnico Universitario · Ecuador   | 2.ª           | 2015          | 39    | 2     | —                | —                | —                     | —                     | 39    | 2     |
| Técnico Universitario · Ecuador   | Total club    | Total club    | 39    | 2     | 0                | 0                | 0                     | 0                     | 39    | 2     |
| Delfín S. C. · Ecuador            | 1.ª           | 2016          | 34    | 0     | —                | —                | —                     | —                     | 34    | 0     |
| Delfín S. C. · Ecuador            | Total club    | Total club    | 34    | 0     | 0                | 0                | 0                     | 0                     | 34    | 0     |
| Barcelona S. C. · Ecuador         | 1.ª           | 2017          | 21    | 0     | —                | —                | 4                     | 0                     | 25    | 0     |
| Barcelona S. C. · Ecuador         | 1.ª           | 2018          | 19    | 1     | —                | —                | 1                     | 0                     | 20    | 1     |
| Barcelona S. C. · Ecuador         | 1.ª           | 2019          | 15    | 0     | 3                | 0                | 2                     | 0                     | 20    | 0     |
| Barcelona S. C. · Ecuador         | Total club    | Total club    | 55    | 1     | 3                | 0                | 7                     | 0                     | 65    | 1     |
| Independiente del Valle · Ecuador | 1.ª           | 2020          | 22    | 1     | —                | —                | 9                     | 1                     | 31    | 2     |
| Independiente del Valle · Ecuador | 1.ª           | 2021          | 4     | 0     | 0                | 0                | 5                     | 0                     | 9     | 0     |
| Independiente del Valle · Ecuador | 1.ª           | 2022          | 7     | 0     | 6                | 0                | 5                     | 0                     | 18    | 0     |
| Independiente del Valle · Ecuador | 1.ª           | 2023          | 15    | 1     | 1                | 0                | 5                     | 0                     | 21    | 1     |
| Independiente del Valle · Ecuador | 1.ª           | 2024          | 25    | 0     | 5                | 0                | 6                     | 0                     | 36    | 0     |
| Independiente del Valle · Ecuador | Total club    | Total club    | 73    | 2     | 12               | 0                | 30                    | 1                     | 115   | 3     |
| Orense · Ecuador                  | 1.ª           | 2025          | 20    | 0     | 0                | 0                | 0                     | 0                     | 20    | 0     |
| Orense · Ecuador                  | Total club    | Total club    | 20    | 0     | 0                | 0                | 0                     | 0                     | 20    | 0     |
| Total carrera                     | Total carrera | Total carrera | 329   | 22    | 15               | 0                | 37                    | 1                     | 381   | 23    |
| 1. 2.                             |               |               |       |       |                  |                  |                       |                       |       |       |

## Palmarés

### Campeonatos provinciales
| Título                        | Club           | Año  |
| ----------------------------- | -------------- | ---- |
| Segunda Categoría de Orellana | Abuelos F. C.  | 2010 |
| Segunda Categoría de Orellana | Deportivo Coca | 2011 |

### Campeonatos nacionales
| Título               | Club                    | País    | Año  |
| -------------------- | ----------------------- | ------- | ---- |
| Serie A de Ecuador   | Independiente del Valle | Ecuador | 2021 |
| Copa Ecuador         | Independiente del Valle | Ecuador | 2022 |
| Supercopa de Ecuador | Independiente del Valle | Ecuador | 2023 |

### Campeonatos internacionales
| Título              | Club                    | Año  |
| ------------------- | ----------------------- | ---- |
| Copa Sudamericana   | Independiente del Valle | 2022 |
| Recopa Sudamericana | Independiente del Valle | 2023 |

### Distinciones individuales
| Distinción                                                   | Año  |
| ------------------------------------------------------------ | ---- |
| Incluido en el 11 ideal de la Copa Banco del Pacífico        | 2017 |
| Incluido en el 11 ideal del Campeonato Ecuatoriano de Fútbol | 2020 |